# Trailer Park Celebrity
Trailer Park Celebrity (englisch für etwa: „Berühmtheit aus der Wohnwagensiedlung“) ist eine inoffizielle Zusammenstellung von Songs des US-amerikanischen Rappers Eminem. Sie wurde am 27. Juli 2012 über das Label GL Recordings veröffentlicht und konnte sich, obwohl sie lediglich ein Bootleg ist, in den österreichischen Charts platzieren.

## Inhalt
Die Kompilation enthält größtenteils Songs, die bereits in den Jahren zuvor, zum Teil unter anderem Titel, auf verschiedenen Veröffentlichungen von Eminem oder anderen Künstlern enthalten waren. So stammen die Lieder Music Box und Drop the Bomb von Eminems Album Relapse: Refill, während I’m on Fire, 25 to Life, Riders und Session One auf Recovery enthalten sind. Where I’m At ist ein Bonussong zu Lloyd Banks’ Album Hunger for More 2. Weitere Stücke wurden zuvor als Freetracks oder Freestyles veröffentlicht.

## Covergestaltung
Das Albumcover ist in schwarz-weiß gehalten und zeigt Eminems Gesicht. Es wurde das gleiche Foto verwendet wie zur Single Space Bound. Zentral im Bild steht in schwarz der Schriftzug Eminem und in rot Trailer Park Celebrity.

## Gastbeiträge
Drei Lieder der Kompilation enthalten Gastauftritte von anderen Musikern. So tritt die Rapgruppe Slaughterhouse auf Session One in Erscheinung, während der Refrain bei 25 to Life von der Sängerin Liz Rodrigues gesungen wird. Außerdem ist der Rapper Lloyd Banks auf Where I’m At vertreten.

## Titelliste
| #  | Titel                | Gastbeiträge   | Länge |
| -- | -------------------- | -------------- | ----- |
| 1  | The Cypher           |                | 0:55  |
| 2  | The Warning          |                | 3:17  |
| 3  | I’m on Fire          |                | 3:29  |
| 4  | When I Rhyme         |                | 1:37  |
| 5  | I’m a Souljah        |                | 1:09  |
| 6  | Riders               |                | 3:56  |
| 7  | Drop the Bomb        |                | 3:50  |
| 8  | It’s Over            |                | 1:24  |
| 9  | Session One          | Slaughterhouse | 4:23  |
| 10 | White Michael Jordan |                | 2:09  |
| 11 | Guess Whose Back     |                | 1:54  |
| 12 | Where I’m At         | Lloyd Banks    | 4:20  |
| 13 | Celebrity            |                | 1:09  |
| 14 | Once Again           |                | 2:27  |
| 15 | Music Box            |                | 5:01  |
| 16 | Difficult            |                | 4:31  |
| 17 | 25 to Life           | Liz Rodrigues  | 4:01  |

## Chartplatzierungen
Das Album konnte sich lediglich in Österreich für eine Woche auf Platz 64 in den Charts platzieren.
| ChartsChartplatzierungen | Höchstplatzierung | Wochen |
| ------------------------ | ----------------- | ------ |
| Österreich (Ö3)          | 64 (1 Wo.)        | 1      |